# NGC 1979
NGC 1979 è una galassia lenticolare situata nella costellazione della Lepre, a una distanza di circa 84 milioni di anni luce dalla nostra Via Lattea.

## Scoperta
La galassia è stata scoperta il 20 novembre 1784 dall'astronomo britannico di origine tedesca William Herschel.